# Stilostomella
Stilostomella es un género de foraminífero bentónico de la familia Stilostomellidae, de la superfamilia Stilostomelloidea, del suborden Buliminina y del orden Buliminida. Su especie tipo es Stilostomella rugosa. Su rango cronoestratigráfico abarca el Mioceno.

## Discusión
Clasificaciones previas incluían Stilostomella en el suborden Rotaliina del orden Rotaliida.

## Clasificación
Stilostomella incluye a las siguientes especies:
- Stilostomella aculeata †
- Stilostomella adolphina †
- Stilostomella aequalis †
- Stilostomella alexanderi †
- Stilostomella antillea †
- Stilostomella atlantisae †
- Stilostomella chileana †
- Stilostomella danuviensis †
- Stilostomella decurta †
- Stilostomella dentataglabrata †
- Stilostomella fijiensis †
- Stilostomella fistuca †
- Stilostomella guptai †
- Stilostomella lepidula †
- Stilostomella longiscata †
- Stilostomella mappa †
- Stilostomella paleocenica †
- Stilostomella parexilis †
- Stilostomella parva †
- Stilostomella pauperata †
- Stilostomella pomuligera †
- Stilostomella rohri †
- Stilostomella rugosa †
- Stilostomella spinulosa †
- Stilostomella verneuili †

Otras especies consideradas en Stilostomella son:
- Stilostomella advena †, aceptado como Strictocostella advena
- Stilostomella awamoana †, considerado sinónimo posterior de Strictocostella advena
- Stilostomella basicarinata †, aceptado como Siphonodosaria basicarinata
- Stilostomella bortonica †, aceptado como Chrysalogonium bortonicum
- Stilostomella consobrina †, aceptado como Siphonodosaria consobrina
- Stilostomella finlayi †, considerado sinónimo posterior de Strictocostella minuta
- Stilostomella joculator †, aceptado como Strictocostella joculator
- Stilostomella stachei †, considerado sinónimo posterior de Strictocostella matanzana
- Stilostomella tuckerae †, considerado sinónimo posterior de Siphonodosaria consobrina